# Eosentomon gaoligongense
Eosentomon gaoligongense är en urinsektsart som beskrevs av Xie 2000. Eosentomon gaoligongense ingår i släktet Eosentomon och familjen trakétrevfotingar. Inga underarter finns listade i Catalogue of Life.